# NBAリーグパス
NBAリーグパス(NBA League Pass)は、北米プロバスケットボールリーグのNBAのゲーム中継を行うスポーツテレビジョンサービスである。アメリカ合衆国及び、インターナショナルパッケージにより他国で、利用が可能である。サービス形態は国によって異なる。このサービスは、2013-2014シーズンで20周年を迎えた。
フルパスアクセスで、全30チームのレギュラーシーズン、オールスター、プレーオフ、ファイナル全試合をライブあるいはオンデマンドで視聴可能で、料金は、2014-2015シーズン時点、199 USドルであった。

## アメリカ合衆国内リーグパス
アメリカ合衆国内のNBAリーグパスは、NBAの試合を週40試合まで視聴できるスポーツパッケージとなっている。試合の映像は、地方局や地域のスポーツネットワーク（RSN）から提供される。
アメリカ合衆国内NBAリーグパスは、ウェブ、iOS、Android、Android TV、Apple TV、Xbox OneおよびXbox Series X（一部の国）、Roku（一部の国）、PlayStation 5（一部の国）、Chromecast、Amazon Fire TVおよびFire Stick、Comcast Xfinity Flex Platform、CarPlay、Apple Watchで利用できる。
アメリカ合衆国内以外の人がNBAリーグパスを使う場合、「NBAインターナショナルリーグパス」を利用することとなる。（後ほど記述する）
サブスクリプションサービスを利用する場合は以下のようなサービス・制限が存在する。
- ライブおよびオンデマンドの試合
- 一部地域での視聴が制限される。アメリカ・カナダからアクセスする場合、アメリカ・カナダのブラックアウトに制限されていない試合ならすべて視聴可能。
- NBA TVの24時間配信と番組アーカイブにアクセスすれば、独占特集、インタビュー、記者会見、ライブイベントなどを見ることができる。
- 2012-2013シーズンから現在までの全試合アーカイブにアクセスできる。
- ホーム、アウェイ、モバイルビュー、さらに言語やカメラアングルを追加して、すべてのフィードを表示することができる。

### ブラックアウトによる制限
地元のチームが出場し、その試合が自国市場で放映される場合、リーグパスの関連フィードはブラックアウトされ、視聴することができなくなる仕組みとなっている。
NBA.comにはこのようにブラックアウトについて記述されている。
「全国放送のテレビで試合が放映される場合もブラックアウトされます。これは、ABC、ESPN、TNT、NBA TVで放映されるゲームに適用される。これらの試合は、指定されたチャンネルに切り替えるだけで見ることができる」
ちなみにカナダでは、WGN-TVで放送される試合はブラックアウトされない。

### 利用可能
NBAリーグパスTVは下記のケーブル、衛星放送で視聴が可能。
- アメリカ合衆国:
  - AT&T U-verse
  - DIRECTV
  - Dish Network
  - iN DEMAND Team|
    - Comcast (Xfinity)
    - Cox Communications
    - Time Warner Cable
    - Adams Cable
    - Blue Ridge Communications
    - RCN
    - Verizon FiOS

  - Sling TV

- - YouTube TV
  - B/R Live
  - Yahoo Sports (モバイル、タブレットのみ)

## NBAインターナショナルリーグパス
NBAインターナショナルリーグパスは、アメリカ以外の国でサービスを利用可能にするパッケージである。

### 利用可能国
- ブラジル
- カナダ
- メキシコ、中央アメリカ
- フィリピン
- 南アメリカ、カリブ
- イギリス
- 日本（NBA Rakuten）

## ア プリケーション/デバイス
アプリケーションは現在下記のデバイスで利用可能:
- PC：ブラウザー上

他のデバイス：専用アプリ
- Smart TVs (メーカー/モデルに依存)
- Apple TV
- Xbox 360
- Androidデバイス
- iOSデバイス
- Windows Phone
- Roku
- AmazonKindle Fire
- PlayStation 4[5]